# Prionosternum
Prionosternum es un género de arañas araneomorfas de la familia Lamponidae. Se encuentra en Australia. 

## Lista de especies
Según The World Spider Catalog 12.0:
- Prionosternum nitidiceps (Simon, 1909)
- Prionosternum porongurup Platnick, 2000
- Prionosternum scutatum Dunn, 1951